# Mario De Leone
Mario De Leone detto Topo (Napoli, 2 luglio 1889 – Barcellona, 5 novembre 1936) è stato un poeta e politico italiano, rivoluzionario comunista.

## Biografia
Nato a Napoli nel 1889, diplomato in ragioneria, sposato con due figli, impiegato alla Compagnia del Gas di Napoli ed esponente della Camera del Lavoro di Napoli, frequentò le avanguardie letterarie futuriste, dalle quali si distacco in seguito al crescente impegno nel Partito Socialista Italiano (PSI) e nel movimento sindacale. Aderì alla corrente rivoluzionaria intransigente, che a Napoli era rappresentata dal Circolo Carlo Marx, formato da alcuni giovani socialisti, tra i quali Amadeo Bordiga.

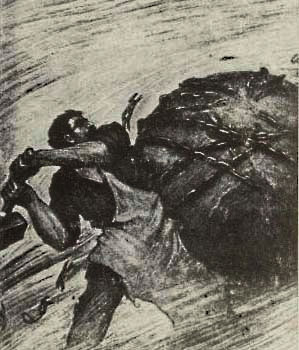
Particolare della prima tessera del PCdI

Allo scoppio della guerra mondiale, combatte fermamente l'intervento, partecipando alla formazione del gruppo di militanti rivoluzionari che, nel dicembre 1918, fondò il giornale Il Soviet. Nel periodo successivo, si schierò con la Frazione comunista astensionista e si impegnò a fondo nell'attività che, nel gennaio 1921, portò alla fondazione del Partito Comunista d'Italia (PCd'I).
Esponente di primo piano della Federazione comunista napoletana, nel marzo 1922, fu costretto all'espatrio, prima in Austria e in Germania, poi in Unione Sovietica, dove si stabilì nei pressi di Mosca, con l'incarico di gestire una cooperativa agricola e di consumo. Ebbe occasione di conoscere Ferruccio Virgili, tecnico napoletano che, per circa dieci anni, lavorò per l'industria aeronautica sovietica, tentando di realizzare un avveniristico progetto.
Nel giugno 1925, come molti altri comunisti italiani rifugiati in Russia, De Leone prese le difese del Comitato di Intesa, iniziativa promossa da alcuni esponenti della sinistra del PCd'I, per sostenere le loro posizioni in vista del congresso del partito. Tornato in Italia, da fine agosto a fine ottobre del 1925, soggiornò a Napoli, dove si sposò con Giuseppina Minieri (o Miniero).
Tornato in URSS, partecipò alla costituzione della Frazione di Sinistra del PCR(b), subendo misure disciplinari sempre più vessatorie. Alla fine 1929, raggiunse la Svizzera insieme ad Alfredo Morelli, si trasferì poi ad Annemasse, nell'Alta Savoia dove, nel 1931, intraprese un'attività commerciale, che incontrò scarsa fortuna, malgrado l'aiuto di un vecchio amico, il medico Bernardino Fienga (Dino), ex segretario della Federazione comunista campana. Nel frattempo aveva aderito alla Frazione di sinistra del PCd'I. Nel 1934, in seguito alla morte della moglie, fu costretto ad affidare i figli ai parenti di Napoli. Nel frattempo si era stabilito a Marsiglia, lavorando come rappresentante.
Allo scoppio della guerra civile in Spagna, in seno alla Frazione di Sinistra scoppiarono accesi dibattiti, in cui De Leone, a fianco di Enrico Russo, fu il più deciso fautore dell'intervento, contribuendo a dare dignità teorica alla necessità di intervenire in Spagna, a fianco del proletariato combattente. In quei burrascosi frangenti, si mostrò il vero antagonista politico e teorico di Ottorino Perrone e di Virgilio Verdaro, con il quale aveva condiviso l'esperienza dell'esilio russo dal 1925 al 1929. Il contrasto che ne derivò spaccò a metà la Frazione, benché, in una fase successiva, la tendenza di Perrone e Verdaro fu condivisa dalla maggioranza dei militanti.
In settembre, il gruppo di De Leone e Russo costituì a Barcellona la federazione locale della Frazione italiana della Sinistra Comunista e strinse contatti con il Partido Obrero de Unificación Marxista (POUM) e con la Confederación Nacional del Trabajo (CNT). Molti militanti entrarono nella Columna Internacional Lenin del POUM e combatterono sul fronte d'Aragona. Il 12 ottobre, quando la svolta moderata impose la militarizzazione delle milizie, la Federazione di Barcellona invitò i compagni a dimettersi dalla Columna Lenin, per dedicarsi ad attività civili e, soprattutto, a intensificare gli interventi politici, proponendo la costituzione dei Gruppi operai di azione rivoluzionaria. In questo momento cruciale, il 5 novembre, De Leone morì di infarto, o forse avvelenato..

## Opere
- In sordian, Melfi & Ioele, 1914;[5]
- Sonorità, Liriche, 1916;[5]
- Le dolci stagioni, Purezze, Ceccoli, 1917;[5]